# Гидеон, Вильгельм
Вильгельм Фридрих Франц Герман Гидеон (нем. Wilhelm Friedrich Franz Hermann Gideon; 15 ноября 1898, Остернбург, Ольденбург, Германская империя — 23 февраля 1977, Ольденбург, ФРГ) — гауптштурмфюрер СС, комендант концлагеря Гросс-Розен.

## Биография
Вильгельм Гидеон родился 15 ноября 1898 года. После окончания школы обучался на машиностроителя, но после начала Первой мировой войны бросил учёбу и поступил добровольцем на военную службу. В 1919/1920 годах работал на стекольном заводе, а с 1932 года был представителем в различных издательствах.
После прихода нацистов к власти в 1933 году был зачислен в ряды СС (№ 88569). 1 мая 1937 года вступил в НСДАП (билет № 4432258). Гидеон, будучи руководителем административной службы СС, с 1934 года возглавлял управление 9-го конного штандарта СС в Ольденбурге, а с начала марта 1939 года — управление 88-го штандарта СС в Бремене. Через несколько недель после начала Второй мировой войны Гидеон в качестве унтерштурмфюрера резерва дивизии СС «Мёртвая голова» был отправлен на фронт и в начале января 1942 года был ранен под Демянском.
После пребывания в лазарете в конце января 1942 года присоединился к инспекции концлагерей и оттуда был переведён в середине февраля 1942 года в концлагерь Нойенгамме, где возглавил административный отдел. Освальд Поль назначил Гидеона в середине сентября 1942 года комендантом концлагеря Гросс-Розен. Гидеон не справился со своими задачами во время руководства лагерем. Он почти не появлялся в лагере, был постоянно пьян и считался среди своих подчинённых некомпетентным. На основании этих причин в октябре 1943 года в качестве коменданта он был заменён Йоханнесом Хассебрёком. Впоследствии стал начальником администрации при высшем руководителе СС и полиции в оккупированной Дании Гюнтером Панке и оставался на этой должности до конца войны.

### После войны
Во время своего первого допроса в мае 1947 года Гидеон отрицал, что служил в лагерных СС. В 1948 году прошёл денацификацию и вернулся в Ольденбург. Против него в Ганновере было возбуждено предварительное расследование, которое было прекращено в 1962 году.